# Fluclorolona acetonida
Fluclorolona acetonida (DCI, ou flucloronida, USAN, nomes de marca registrados Cutanit, Topicon) é um corticosteroide para uso tópico na pele.

Fluclorolona livre, sem a acetonida (C_{21}H_{25}Cl_{2}FO_{5}, PubChem 60900.

## Propriedades
Fluclorolona acetonida é um composto orgânico contendo 24 átomos de carbono e possui um peso molecular de 487,388 Da.
| Propriedade                       | Valor   |
| --------------------------------- | ------- |
| Número de aceptores de hidrogênio | 5       |
| Número de doadores de hidrogênio  | 1       |
| Número de conexões rotacionais    | 2       |
| Coeficiente de partição (A log P) | 2,5     |
| Solubilidade (log [S L/mol])      | -6,7    |
| Superfície polar (PSA)            | 72,8 Å2 |

## Usos
Permite como veículo tópico em misturas de propilenoglicol, carboxivinilpolímero (Carbopol), miristato de isopropila  e água a liberação de esteróides, assim como a fluocinolona acetonida.

## Efeitos biológicos
Possui a propriedade de inibir a biossíntese de colágeno pela inibição da formação de precursores de polipéptidos de colágeno.